# Lagunillas (Mérida)
Pour les articles homonymes, voir Lagunillas.
Lagunillas est le chef-lieu de la municipalité de Sucre dans l'État de Mérida au Venezuela. Autour de la ville s'articule la division territoriale et statistique de Capitale Sucre.